# Aron Tunggai
Aron Tunggai is een bestuurslaag in het regentschap Aceh Selatan van de provincie Atjeh, Indonesië. Aron Tunggai telt 1071 inwoners (volkstelling 2010).